# Bob-Europameisterschaft 2003
Die Bob-Europameisterschaft 2003 wurde am 25. und 26. Januar 2003 im deutschen Winterberg auf der dortigen Bobbahn Winterberg Hochsauerland für den Zweier- und Viererbob der Männer ausgetragen. Die EM fand im Rahmen des sechsten von sieben Weltcup-Saisonrennens der Männer statt.

## Zweierbob Männer
In Abwesenheit des verletzten, amtierenden Olympiasiegers Christoph Langen, nach einem Achillessehnenriss im Oktober 2002 war für die ihn Saison beendet, deklassierte Lokalmatador Rene Spies auf seiner Hausbahn förmlich die europäische Konkurrenz. Bereits im ersten Lauf ließ er den Schweizer Bob mit Pilot Ralph Rüegg über eine halbe Sekunde hinter sich. Mit Rüegg kämpften allerdings noch sechs Bobs um die weiteren Medaillen, zwischen Platz zwei und sieben lagen nach dem ersten Lauf nur neun Hundertstel. Auch im zweiten Lauf war René Spies erneut das Maß der Dinge. Letztlich gewann er souverän mit über sieben Zehnteln Vorsprung seinen ersten und einzigen Europameistertitel. Dahinter tat sich aber noch einiges. Mit einer Verbesserung von einer halben Sekunde im Vergleich zum ersten Lauf konnte der amtierende Olympiasieger im Viererbob Andre Lange noch die Silbermedaille gewinnen. Der Schweizer Ralph Rüegg verlor im zweiten Lauf hingegen deutlich auf Lange und musste sich so mit der Bronzemedaille zufriedengeben.
| Rang | Bob                                           | Lauf 1  | Lauf 1 | Lauf 2  | Lauf 2 | Gesamt      |
| Rang | Bob                                           | Zeit    | Rang   | Zeit    | Rang   | Zeit        |
| ---- | --------------------------------------------- | ------- | ------ | ------- | ------ | ----------- |
| 1    | Deutschland René Spies Marco Jakobs           | 55,95 s | 1      | 55,84 s | 1      | 1:51,79 min |
| 2    | Deutschland Andre Lange Kevin Kuske           | 56,52 s | 3      | 56,02 s | 2      | 1:52,54 min |
| 3    | Schweiz Ralph Rüegg Beat Hefti                | 56,48 s | 2      | 56,24 s | 3      | 1:52,72 min |
| 4    | Schweiz Martin Annen Cédric Grand             | 56,53 s | 5      | 56,28 s | 4      | 1:52,81 min |
| 5    | Tschechien Ivo Danilevič Roman Gomola         | 56,52 s | 3      | 56,31 s | 5      | 1:52,83 min |
| 6    | Schweiz Reto Rüegg Christian Aebli            | 56,55 s | 6      | 56,35 s | 6      | 1:52,90 min |
| 7    | Italien Fabrizio Tosini Cristian La Grassa    | 56,66 s | 10     | 56,35 s | 6      | 1:53,01 min |
| 8    | Österreich Wolfgang Stampfer Klaus Seelos     | 56,57 s | 8      | 56,46 s | 10     | 1:53,03 min |
| 9    | Österreich Jürgen Loacker Lukas Butzerin      | 56,64 s | 9      | 56,48 s | 11     | 1:53,12 min |
| 10   | Lettland Gatis Guts Intars Dīcmanis           | 56,79 s | 12     | 56,40 s | 8      | 1:53,19 min |
| 11   | Russland Alexander Subkow Dmitri Stjopuschkin | 56,55 s | 6      | 56,67 s | 14     | 1:53,22 min |
| 12   | Lettland Sandis Prūsis Jānis Silarājs         | 56,91 s | 16     | 56,41 s | 9      | 1:53,32 min |
| 13   | Frankreich Bruno Mingeon Christophe Fouquet   | 56,79 s | 12     | 56,57 s | 12     | 1:53,36 min |
| 14   | Tschechien Pavel Puškár Jan Kobián            | 56,78 s | 11     | 56,63 s | 13     | 1:53,41 min |
| 15   | Monaco Patrice Servelle Sébastien Gattuso     | 56,80 s | 14     | 56,68 s | 15     | 1:53,48 min |
| 15   | Deutschland Matthias Höpfner Marc Kühne       | 56,84 s | 15     | 56,70 s | 16     | 1:53,54 min |
| 17   | Niederlande Arend Glas Sybren Jansma          | 57,15 s | 18     | 56,89 s | 17     | 1:54,04 min |
| 18   | Großbritannien Lee Johnston Phil Goedluck     | 57,09 s | 17     | 57,13 s | 19     | 1:54,22 min |
| 19   | Bulgarien Stefan Wassilew Yavor Petrov        | 57,19 s | 19     | 57,11 s | 18     | 1:54,40 min |
| 20   | Frankreich Charles Ferraris Cyrille Delarche  | 57,52 s | 20     | 57,20 s | 20     | 1:54,72 min |
| 21   | Dänemark Tom Johansen Peter Voigt             | 57,54 s | 21     | 57,25 s | 21     | 1:54,79 min |
| 22   | Niederlande Johan Niemeijer Jeroen Ritsema    | 57,68 s | 22     | 57,46 s | 22     | 1:55,14 min |
| 23   | Slowakei Milan Jagnešák Robert Krestanko      | 57,75 s | 23     | 57,78 s | 23     | 1:55,53 min |
| 24   | Großbritannien Martin Wright Steven Stacey    | DSQ     | DSQ    | DSQ     | DSQ    | DSQ         |

## Viererbob Männer
Bei der Entscheidung im großen Bob schien zunächst alles seinen gewohnten Gang zu gehen. Titelverteidiger und amtierender Olympiasieger Andre Lange führte mit 13 Hundertsteln Vorsprung, dahinter kämpften vier Bobs um die weiteren Medaillen. Wie schon in der Zweierentscheidung waren die Abstände sehr knapp, zwischen Platz zwei und fünf lagen nur sieben Hundertstel. Im zweiten Lauf kam es dann aber zu einer faustdicken Überraschung. Der Lette Janis Prusis, bis dahin eher in der erweiterten Weltspitze einzuordnen und nach dem ersten Lauf Dritter, legte im zweiten Lauf mit seiner Besatzung eine Fabelzeit hin, an die kein anderer Bob auch nur annähernd herankam. Da Andre Lange zudem in Kurve Sieben Probleme hatte, schmolz der Vorsprung des Thüringers mit jedem Meter. Am Ende lag der lettische Bob sieben Hundertstel vor Lange und konnte so erstmals einen Europameistertitel im Bobsport für Lettland bejubeln. Der Schweizer Bob mit Pilot Martin Annen rutschte dadurch noch auf den Bronzerang. Lokalmatador Rene Spies konnte sich zwar im zweiten Lauf steigern, am Ende fehlten aber acht Hundertstel zur Bronzemedaille.
| Rang | Bob                                                                               | Lauf 1  | Lauf 1 | Lauf 2  | Lauf 2 | Gesamt      |
| Rang | Bob                                                                               | Zeit    | Rang   | Zeit    | Rang   | Zeit        |
| ---- | --------------------------------------------------------------------------------- | ------- | ------ | ------- | ------ | ----------- |
| 1    | Lettland Sandis Prūsis Jānis Silarājs Mārcis Rullis Jānis Ozols                   | 55,61 s | 3      | 55,06 s | 1      | 1:50,67 min |
| 2    | Deutschland Andre Lange René Hoppe Enrico Kühn Carsten Embach                     | 55,45 s | 1      | 55,28 s | 2      | 1:50,73 min |
| 3    | Schweiz Martin Annen Urs Aeberhard Silvio Schaufelberger Cédric Grand             | 55,58 s | 2      | 55,32 s | 3      | 1:50,90 min |
| 4    | Deutschland Rene Spies Franz Sagmeister Thomas Riethmüller Marco Jakobs           | 55,62 s | 4      | 55,36 s | 4      | 1:50,98 min |
| 5    | Schweiz Ralph Rüegg Andi Gees Beat Hefti Elmar Schaufelberger                     | 55,75 s | 6      | 55,46 s | 5      | 1:51,21 min |
| 6    | Russland Alexander Subkow Alexei Seliwerstow Sergei Golubew Dmitri Stjopuschkin   | 55,65 s | 5      | 55,62 s | 8      | 1:51,27 min |
| 7    | Deutschland Matthias Höpfner Marc Kühne Andreas Barucha Daniel Gärtner            | 55,81 s | 7      | 55,54 s | 7      | 1:51,35 min |
| 8    | Österreich Wolfgang Stampfer Andreas Pröller Klaus Seelos Martin Schützenauer     | 56,10 s | 10     | 55,52 s | 6      | 1:51,62 min |
| 9    | Frankreich Bruno Mingeon Emmanuel Hostache Christophe Fouquet Alexandre Vanhoutte | 55,99 s | 8      | 55,72 s | 9      | 1:51,71 min |
| 10   | Tschechien Ivo Danilevič Jan Kosak Roman Gomola Jan Kobián                        | 56,03 s | 9      | 55,78 s | 10     | 1:51,81 min |
| 10   | Italien Fabrizio Tosini Andrea Pais de Libera Cristian La Grassa Omar Sacco       | 56,11 s | 11     | 55,81 s | 11     | 1:51,92 min |
| 12   | Lettland Gatis Guts Gunars Bumbulis Intars Dīcmanis Inesis Zaporozecs             | 56,19 s | 12     | 55,89 s | 12     | 1:52,08 min |
| 13   | Schweiz Ivo Rüegg Markus Nüssli Daniel Mächler Christian Aebli                    | 56,24 s | 14     | 55,92 s | 13     | 1:52,16 min |
| 14   | Niederlande Johan Niemeijer Edwin van Calker Timothy Beck Marcel Welten           | 56,27 s | 15     | 55,95 s | 14     | 1:52,22 min |
| 15   | Großbritannien Lee Johnston Wayne Gordon Wilson St. Hillaire Dave Mocalla         | 56,23 s | 13     | 56,04 s | 16     | 1:52,27 min |
| 16   | Niederlande Arend Glas Eric Gommans Bart Bennema Sybren Jansma                    | 56,42 s | 16     | 55,97 s | 15     | 1:52,39 min |
| 17   | Frankreich Charles Ferraris David Rolet Cyrille Delarche Alexandre Baehr          | 56,62 s | 18     | 56,58 s | 17     | 1:53,20 min |
| 18   | Österreich Jürgen Loacker Gerd Habermüller Eugenio Balanque Michael Stipar        | 56,51 s | 17     | 56,72 s | 20     | 1:53,23 min |
| 19   | Slowakei Milan Jagnešák Vladimir Koco Kristian Cupak Robert Krestanko             | 56,78 s | 19     | 56,64 s | 19     | 1:53,42 min |
| 20   | Bulgarien Stefan Wassilew Miroslaw Danow Vasil Gergov Yavor Petrov                | 57,04 s | 20     | 56,59 s | 18     | 1:53,63 min |

## Medaillenspiegel
| Platz | Nation      | Gold | Silber | Bronze |
| ----- | ----------- | ---- | ------ | ------ |
| 1     | Deutschland | 1    | 2      | —      |
| 2     | Lettland    | 1    | —      | —      |
| 3     | Schweiz     | —    | —      | 2      |